# Осипов, Алексей Рудольфович
Алексей Рудольфович Осипов (укр. Олексій Рудольфович Осіпов; род. 2 ноября 1975, Симферополь) — украинский футболист, полузащитник.

## Биография
Выступал за команды: «Кристалл» (Херсон), «Динамо» (Саки), «Таврия», «Крылья Советов», «Черноморец» (Новороссийск), «Арсенал» (Киев), «Терек». В симферопольском «ИгроСервисе» с 2005 года (с перерывом). Мастер спорта, обладатель Кубка России 2003/04.
В 2014 году стал спортивным директором симферопольского клуба ТСК.

## Достижения
- Обладатель Кубка России: 2003/04